# Я вернусь (фильм, 1935)
«Я верну́сь» (другое название — «Батра́к») — советский немой художественный фильм режиссёра Александра Ледащева, снятый на киностудии «Туркменфильм» в 1935 году по поэме Ораза Тачназарова «Батрак».

## Сюжет
Действие фильма разворачивается во времена гражданской войны. Главный герой, безземельный батрак Курбан (Алисаттар Меликов), не может жениться на любимой девушки из-за кабальной зависимости её отца у бая. Курбан присоединяется к партизанскому отряду, действующему против басмачей и белогвардейцев, где осознаёт важность революционной борьбы для улучшения жизни бедняка-дехканина.
Во время столкновения с бронепоездом белых он проявляет смелость, пробираясь под обстрелом в штаб для получения подкрепления. Вернувшись в родные места как солдат Красной Армии, Курбан обнаруживает, что угнетение бедноты со стороны баев продолжается. Он организует бедняцкую массу, которая при поддержке Красной Армии свергает власть баев. В финале картины Курбан встречается с любимой девушкой.

## Съёмочная группа
| Роль                     | Имя                 |
| ------------------------ | ------------------- |
| Авторы сценария          | Евгений Шатуновский |
| Авторы сценария          | Александр Ледащев   |
| Режиссёр                 | Александр Ледащев   |
| Сорежисёр                | Евгений Шатуновский |
| Оператор                 | Борис Козлов        |
| Ассистенты режиссёра     | Е. Конвалевский     |
| Ассистенты режиссёра     | Сергей Юрцев        |
| Композитор               | Давид Блок          |
| Звукооператор            | Николай Озорнов     |
| Ассистент звукооператора | Ю. Закржевский      |
| Монтаж                   | Надежда Аравина     |
| Автор текста песни       | М. Светлов          |

## В ролях
| Актёр             | Роль      |
| ----------------- | --------- |
| Нина Ольшевская   | Биби-Гюль |
| Алисаттар Меликов | Курбан    |
| Куллук Ходжаев    | Нури      |
| Александр Ледащев | Банько    |
| К. Мамедов        | партизан  |
| Ата Карлиев       | партизан  |

## История создания
Сюжет фильма основан на поэме «Батрак», написанной Оразом Тачназаровым в 1931 году. О. Д. Абдалов в своей статье про Тачназарова в «Краткой литературной энциклопедии» (т. 7, 1972) отмечал, что написанное им эпическое произведение о судьбе туркменского бедняка в предреволюционные годы и об Октябрьской революции принесла автору широкое признание.
В четырёхтомном издании «История советского кино. 1917—1967» (т. 2, 1973) отмечается, что в поэме пути революции в Туркмении были прослежены на истории батрака Курбана, рассказывалось о росте его классового самосознания, его «трудном, но закономерном» приходе в революцию.
Режиссёр Александр Ледащев на страницах газеты «Туркменская искра» отмечал, что «огромное внимание к картине, уделённое ЦК КП(б) Туркменистана и общественностью, заставило трест студии „Туркменфильм“ приступить к работе с большой энергией и ответственностью».
Изначально фильм вышел в немом варианте 3 июля 1935 года. Позже, когда картина приобрела успех, она была озвучена в 1936 году и повторно вышла в прокат. Фильм был снят с проката после запрета поэмы, однако после XX съезда КПСС и возвращения имени Тачназарова в туркменскую литературу, запрет с картины был снят.

## Отзывы и рецензии
Редактор Марк Цейтлин в своей рецензии на страницах газеты «Известия» видел успех картины в её идейно-художественных достоинствах, отметив, что это «первое национальное по форме и социалистическое по содержанию, полноценное художественное кинопроизведение». Цейтлин охарактеризовал некоторые эпизоды картины, такие как встреча Курбана с партизанским отрядом и партизаном Банько, а также защита партизанским отрядом Смельченко боевого участка от бронепоезда белогвардейцев как «лучшие достижения советской кинематографии по сюжетной изобретательности, по мастерству их выполнения и по силе их воздействия», назвав главным качеством фильма его правдивость.
Кинокритик Николай Лядов в газете «Комсомольская правда» назвал фильм «новым ценным вкладом в тематику гражданской войны», охарактеризовав его как «простой и взволнованно-искренний». В частности, Лядов писал, что финал картины показался ему менее удачным. Критик выразил мнение, что авторы фильма «не устояли перед трагедией, а точнее — перед шаблоном». Он также считал, что в батальной неразберихе «тонут и теряются центральные фигуры фильма».
И. Репин в журнале «Советский экран» писал, что фильм «вошёл в историю туркменского советского киноискусства как произведение, утвердившее историко-революционную тему на экране». По утверждению Репина, фильм «пленяет зрителей большой правдой и темой нерушимой дружбы туркменского и русского народов, родившейся в совместной борьбе за советскую власть».
Киновед Байрам Абдуллаев в книге «Туркменская литература на экране» отмечал обогащение режиссёром драматургического материала картины двумя эпизодами.
По мнению авторов четырёхтомной «Истории советского кино», фильм «Я вернусь» показал, что Ледащев творческий воспринял труд Всеволода Пудовкина. Они также отмечали сочетание музыкальности и плавности монтажа с «броскими выразительными деталями».
Киновед Изольда Сэпман в книге «Кино и поэзия» относила, помимо других фильмов, картину «Я вернусь» к числу «достаточно интересных лент», назвав его «заметным вехом в истории советского кино, знаменуя появление нового жанра».